# 霞沢岳
霞沢岳（かすみざわだけ）は、飛騨山脈（北アルプス）南部に位置する標高2,646 mの山。山体すべてが長野県松本市に属する。

## 概要
中部山岳国立公園内の常念山脈の最南端に位置する。アルピコ交通上高地線新島々駅の西北西16.7 kmに位置する。山頂部には三本槍と呼ばれる岩峰がある。北側の上高地には梓川が流れ、山の西から回り込み南側を流れる。その南側の梓川沿いには国道158号が通っている。山名は南東側の梓川の支流霞沢の源流の山であることに由来する。山体は砂岩・花崗岩・安山岩・角礫岩など複雑な構成となっている。山頂の南5.7 kmには1928年に完成した東京電力の霞沢発電所があり、上流の梓川から霞沢岳の南西山腹を貫く水路のトンネルが造られ有効落差454 mでの発電を行っている。日本二百名山に選定されている。
上高地では、穂高連峰に対峙した背後の山であり、登山道は徳本峠（とくごうとうげ）からの道しかなく、縦走路から外れるため、訪れる人もあまり多くない。しかしながら、この山から見る穂高連峰や笠ヶ岳の展望は特筆に価し、ガイドブックや登山地図などでよく紹介される。日本画家の加藤美代三が霞沢岳の風景を描いている。

## 徳本峠
長野県松本市の常念山脈南部に、標高約2,140 mの徳本峠（とくごうとうげ）がある。梓川の支流の島々谷川南谷（峠沢）及び黒沢源流部の分水嶺となっている。江戸時代の寛文年間から、島々から徳本峠を越える道は木材の搬出や炭焼きなどの生活を支えるルートであった。弘化年間に徳本峠から上高地へ下った白沢出合に「徳吾の小屋」の牛番小屋があったことが、「徳本峠」の名称の由来の一説とされている。1894年（明治27年）に志賀重昂が徳本峠越えを行った。1895年（明治28年）測量の国土地理院の5万分の1の地形図には徳本峠の名称が記されていた。1923年（大正12年）に上高地温泉株式会社が徳本峠小屋を開業。1927年（昭和2年）に上高地が日本新八景に選定されると、徳本峠越えの上高地へのルートがメインルートとし多くの人に利用された。
1933年（昭和8年）に上高地にバスが乗り入れると、徳本峠を利用する人は少なくなった。その後に徳本峠小屋は「昔ながらの峠の小さなランプ小屋」として親しまれ、2010年（平成22年）に新館が旧館の隣に新設され、大正時代の旧館は資料館として改修維持されている。その旧館（休憩所）は2011年に国の登録有形文化財に登録された。
また、徳本峠は日本郵便から交通困難地の指定を受けているため、冬季（11月11日 - 翌4月26日）は地外から当地宛に郵便物を送付することはできない。

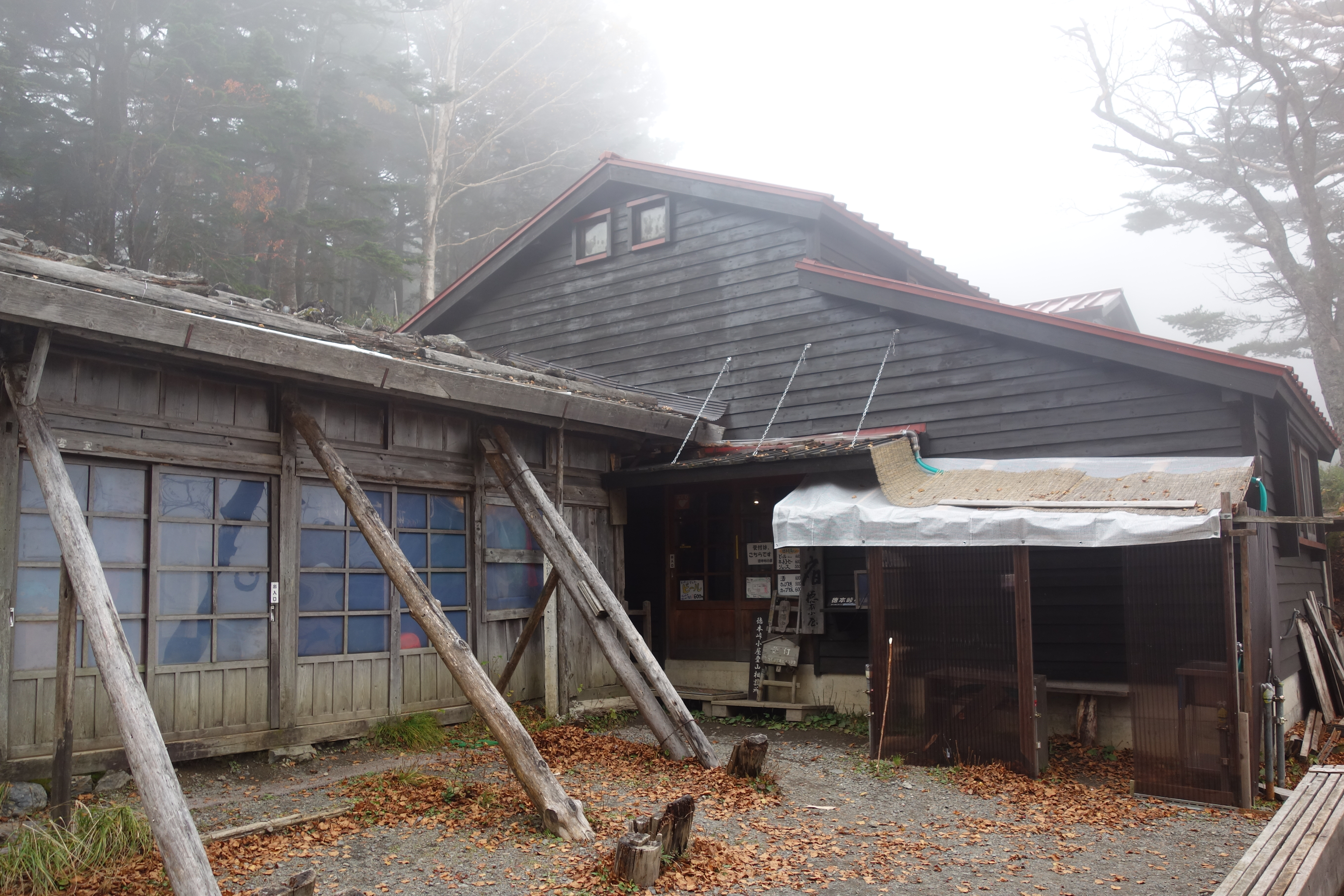
徳本峠小屋
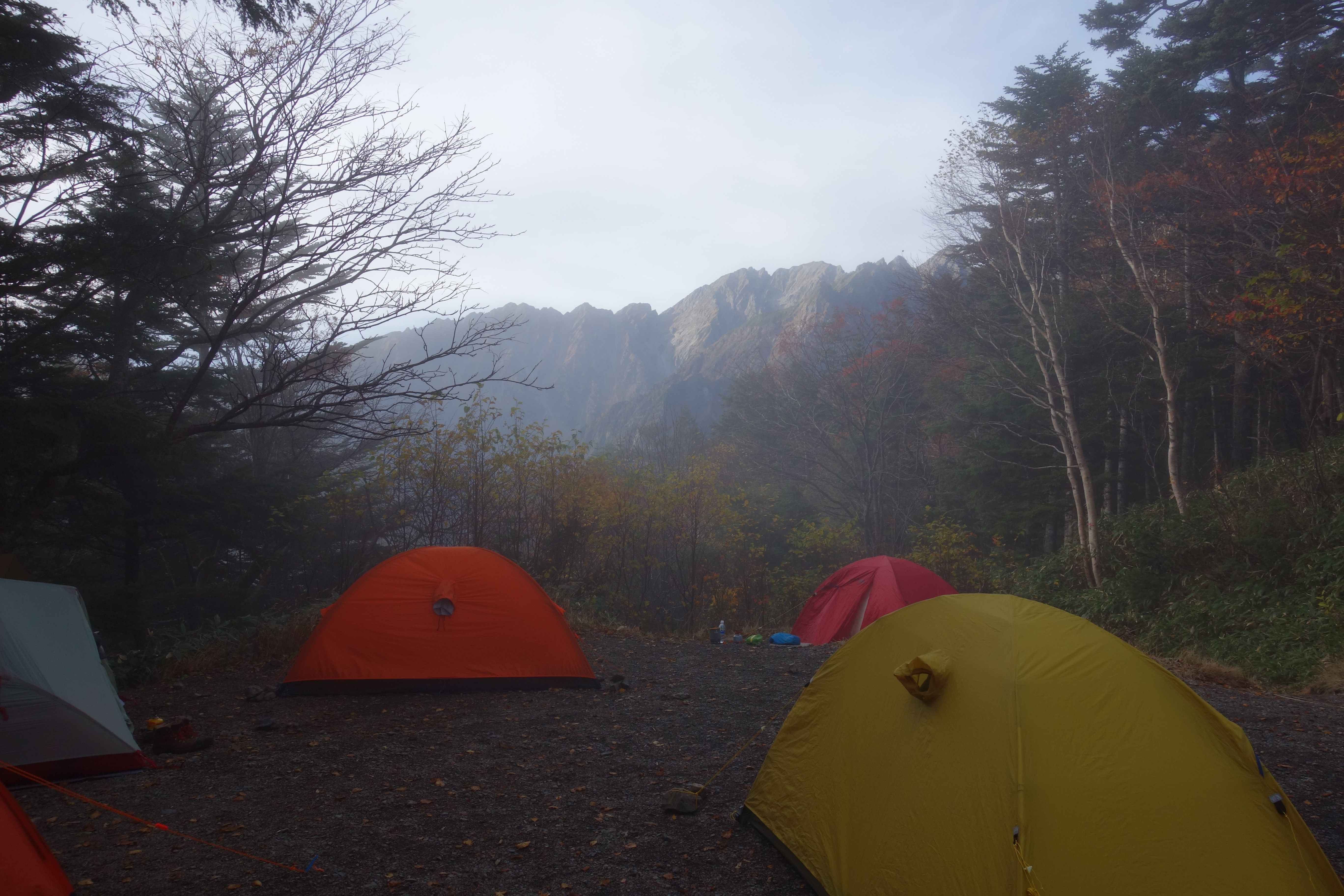
眺めの良い徳本峠のテント場
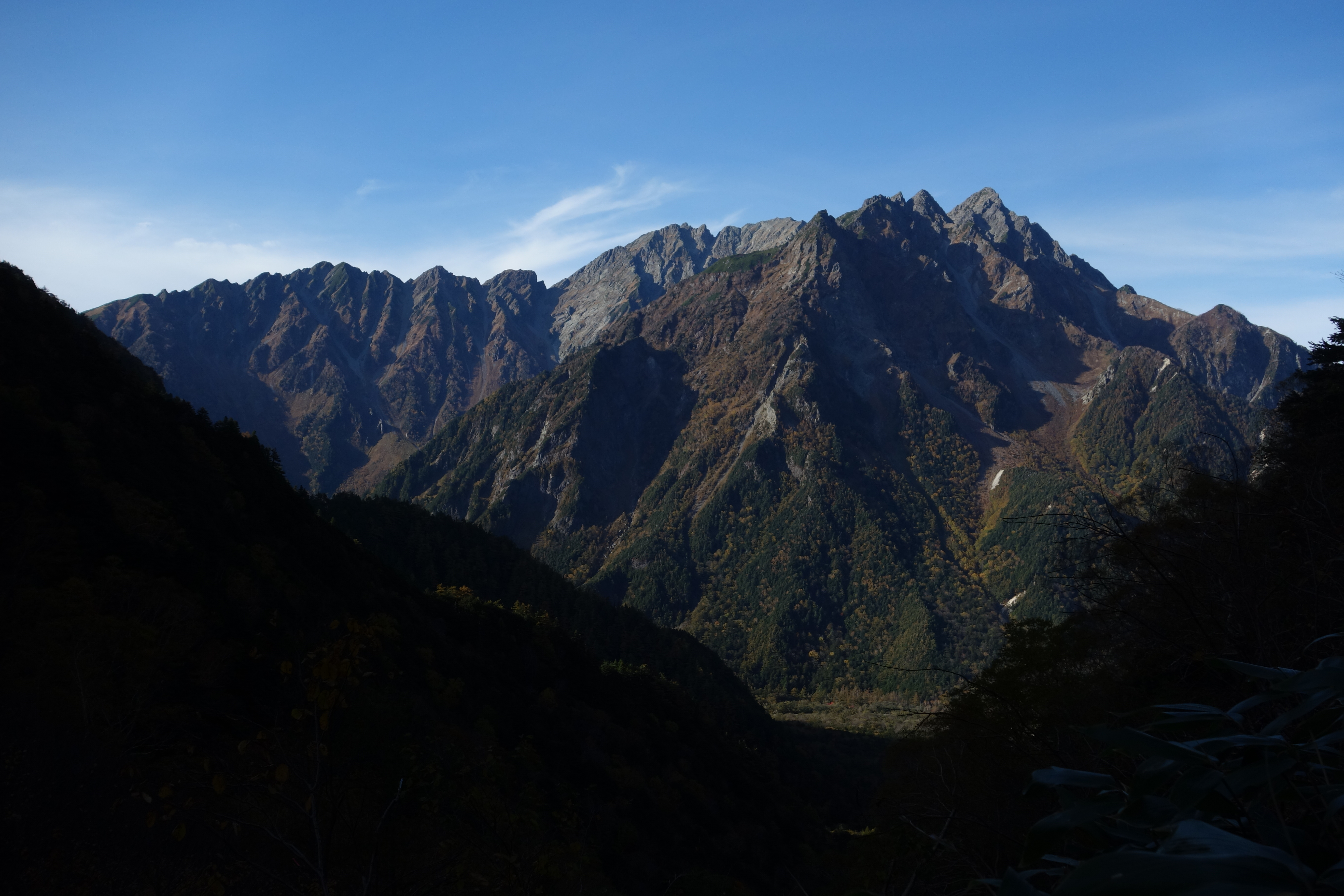
徳本峠直下からの穂高連峰の景色
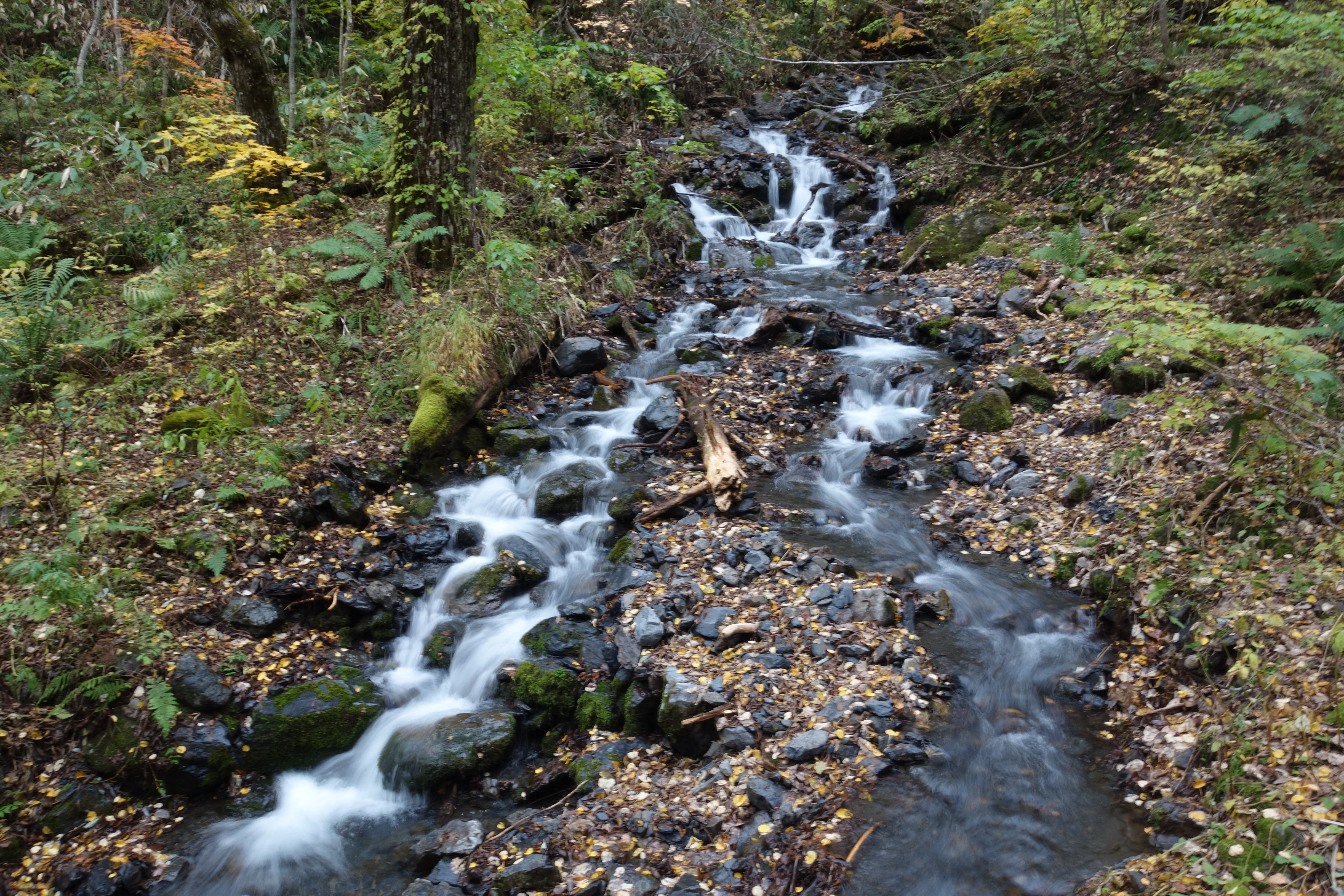
白沢出合から徳本峠までは沢沿いを登る

## 登山
日本山岳会の創設者の一人である小島烏水が1902年（明治35年）夏に、沢渡から霞沢を登り霞沢岳の稜線を越えて上高地に入った記録が残されている。1913年（大正2年）にはウォルター・ウェストンが、八右衛門沢から登頂した。

### 登山ルート
上高地の明神及び島々谷からの登山道が開設されている。それぞれのルートは徳本峠で常念山脈の稜線伝いの登山道に合流する。徳本峠からの登山道は1984年（昭和59年）に開設され、それ以前は八右衛門沢などからのバリーションルートのみであった。山頂には二等三角点が設置されている。北側の六百山には登山道がない。徳本峠のすぐ西側には、「スタジオジャンクション」と呼ばれる穂高岳の見晴らしの良い展望地がある。徳本峠からの稜線は亜高山帯でシラビソ・コメツガ・ダケカンバなどの針葉樹林に覆われ、ジャンクソンピークの西側には、キヌガサソウ・ハクサンフウロなどの高山植物が見られる。山頂付近は森林限界を越える高山帯で、K1ピーク、K2ピークと呼ばれる急峻な岩尾根のピークがありハイマツが分布している。

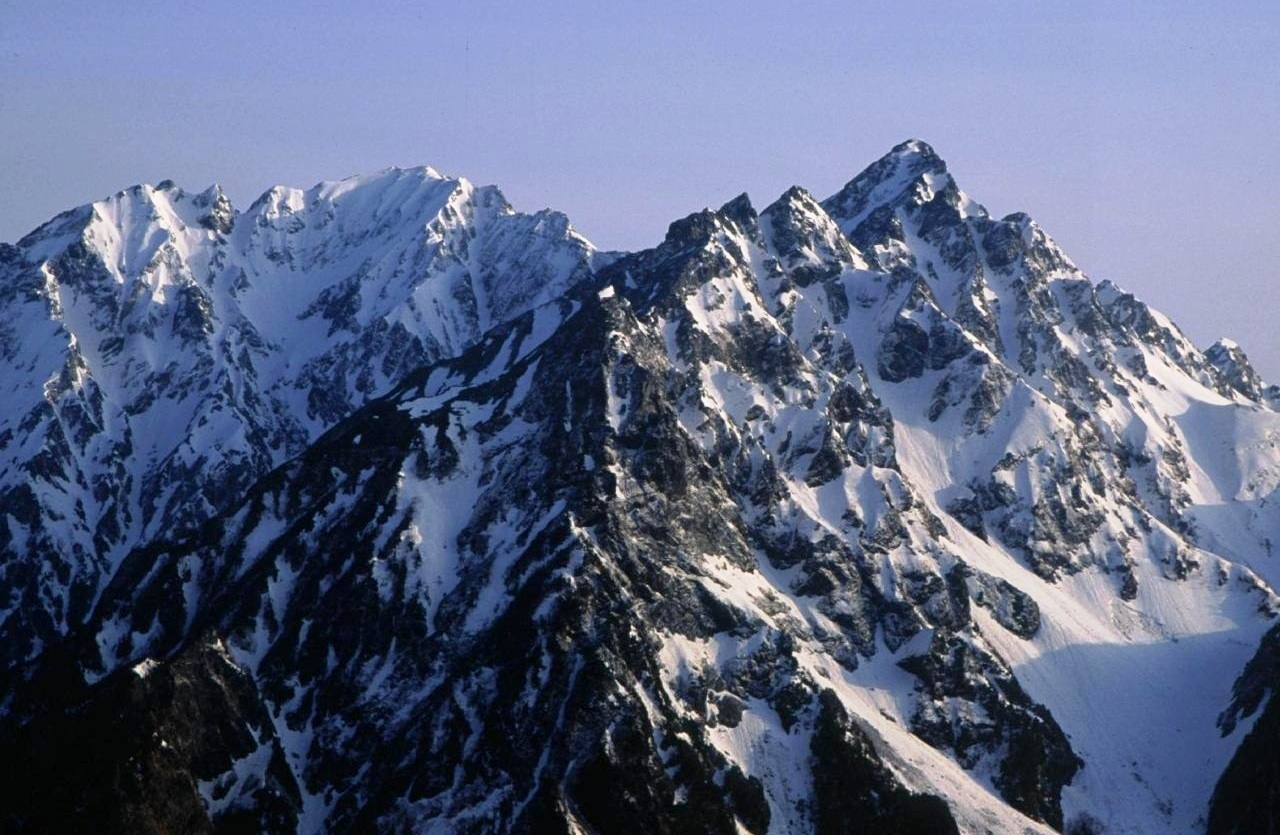
徳本峠西のスタジオジャンクションから望む穂高岳

- 上高地からのルート　上高地 - 明神 - 白沢出合・徳本峠分岐 - 常念山脈合流点 （- 徳本峠小屋） - スタジオジャンクション - ジャンクションピーク（標高点2,428 m） - 小湿地（標高点2,261 m） - K1ピーク - K2ピーク  - 霞沢岳
- 島々谷からのルート　島々 - 島々谷林道 - 二俣 - 離岩（瀬戸ノ滝） - 岩魚留小屋 - 徳本峠小屋 - スタジオジャンクション - ジャンクションピーク - 小湿地 - K1ピーク - K2ピーク  - 霞沢岳
- 常念山脈縦走路　中房温泉などの各方面の登山口 - 燕山荘 （- 燕岳） - 大天井岳 - 常念小屋 - 常念岳 - 蝶ヶ岳 - 大滝山 - （中村新道） - 大滝槍見台 - 徳本峠小屋 - スタジオジャンクション  - ジャンクションピーク - 小湿地 - K1ピーク - K2ピーク  - 霞沢岳

### 周辺の山小屋
登山道上や梓川畔の明神などには、山小屋や宿泊施設があり、一部の山小屋にはキャンプ指定地が併設されている。最寄りの山小屋は、徳本峠にある徳本峠小屋。上高地には東京医科大学医学部の上高地診療所（夏山診療所）が開設されている。
| 名称       | 所在地                   | 標高 (m) | 霞沢岳からの 方角と距離(km) | 収容 人数 | キャンプ 指定地 | 備考                     |
| ---------- | ------------------------ | -------- | --------------------------- | --------- | --------------- | ------------------------ |
| 岩魚留小屋 | 島々谷南沢の岩魚留沢出合 | 1,280    | 東 6.0                      | 10        | テント 5張      | 1891年設置               |
| 嘉門次小屋 | 明神池畔                 | 1,530    | 北北東 4.2                  | 30        | なし            | 上條嘉門次が1880年に設置 |
| 山のひだや | 明神池畔                 | 1,530    | 北北東 4.2                  | 63        | なし            | 旅館                     |
| 明神館     | 上高地明神               | 1,540    | 北東 4.0                    | 150       | なし            | 1931年創業した旅館       |
| 徳本峠小屋 | 徳本峠                   | 2,130    | 東北東 3.5                  | 30        | テント10張      | 1923年開業               |

## 地理

### 周辺の山

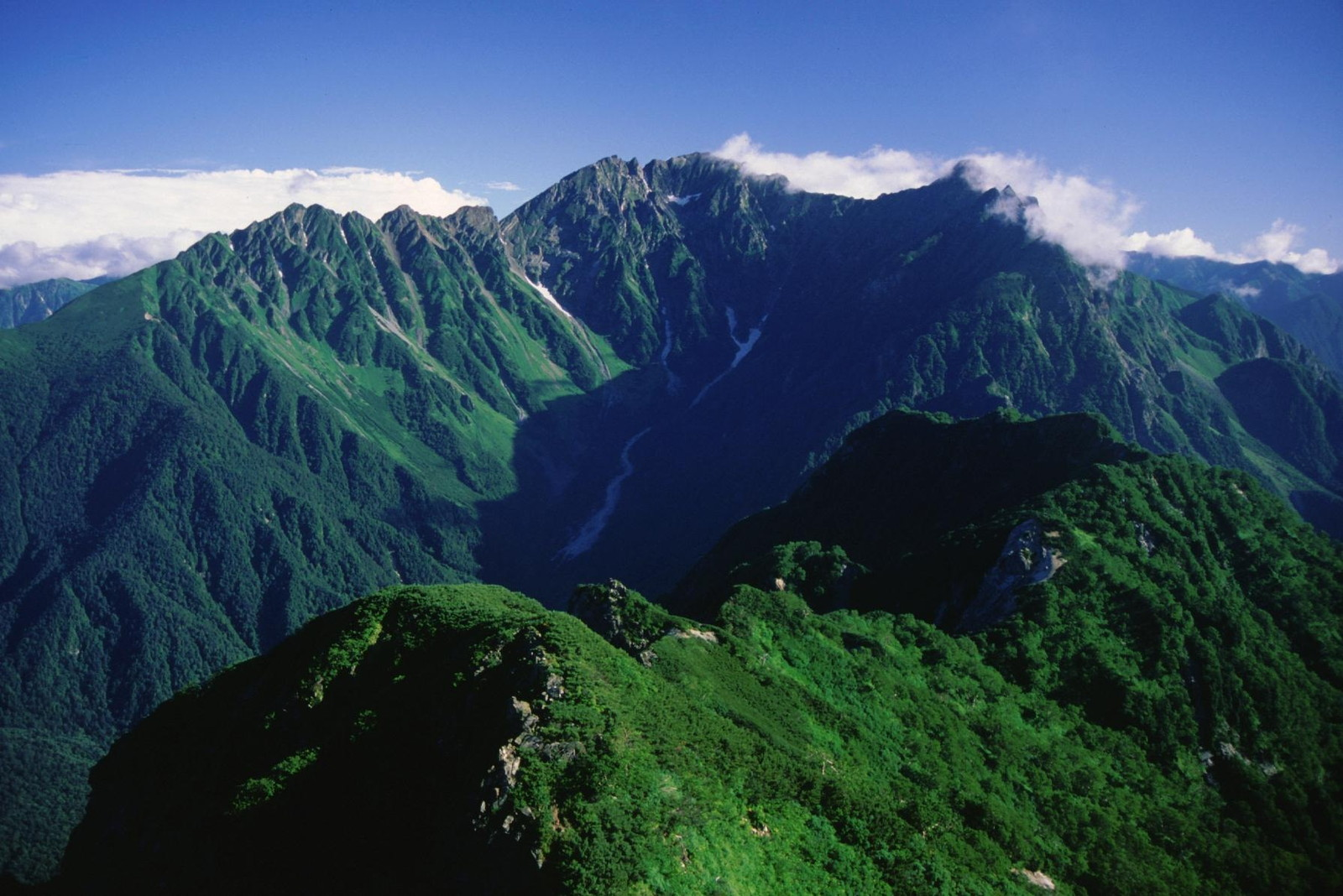
霞沢岳から望む穂高岳

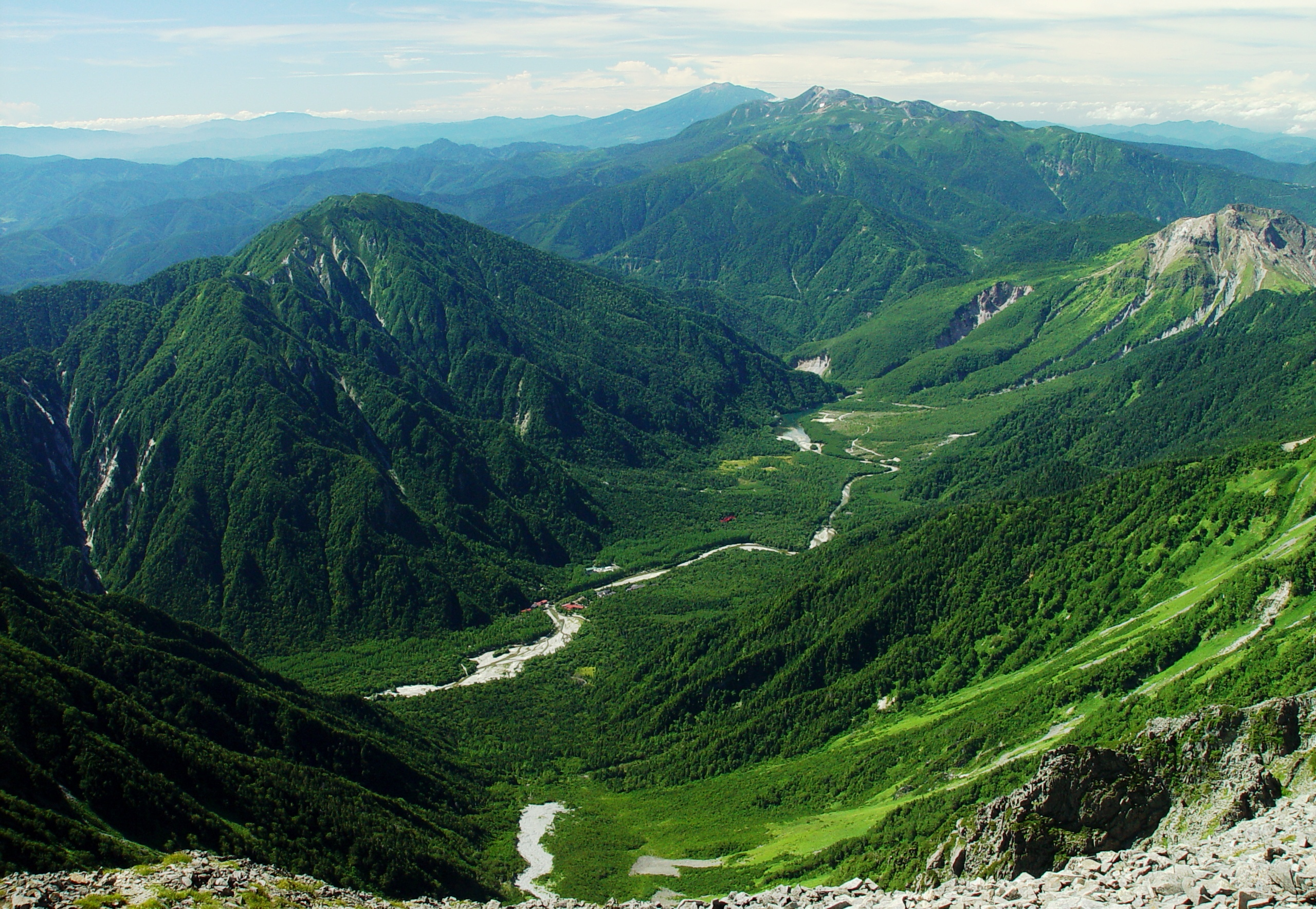
奥穂高岳から望む上高地と霞沢岳
右端は焼岳、遠景は乗鞍岳

常念山脈の最南部に位置し、梓川と上高地を挟んで焼岳と穂高岳が対峙している。
| 山容 | 山名   | 標高 (m) | 三角点等級 基準点名           | 霞沢岳からの 方角と距離(km) | 備考                                |
| ---- | ------ | -------- | ----------------------------- | --------------------------- | ----------------------------------- |
|      | 常念岳 | 2,857    |                               | 北東 14.0                   | 常念小屋 日本百名山                 |
|      | 大滝山 | 2,616    | （三等「大滝」） 2,614.49 m   | 東北東 10.9                 | 大滝小屋 南峰に三角点               |
|      | 蝶ヶ岳 | 2,677    | （三等「蝶ヶ岳」） 2,664.32 m | 北東 10.6                   | 蝶ヶ岳ヒュッテ 三角点の位置は旧山頂 |
|      | 穂高岳 | 3,190    |                               | 北 7.6                      | 飛騨山脈の最高峰 日本百名山         |
|      | 焼岳   | 2,455.37 | 二等 「焼岳」                 | 西 4.9                      | 焼岳小屋 日本百名山                 |
|      | 六百山 | 2,470    | （三等「六百山」） 2,449.88 m | 北北東 1.9                  |                                     |
|      | 霞沢岳 | 2,645.60 | 二等 「霞沢岳」               | 0                           | 日本二百名山                        |
|      | 乗鞍岳 | 3,025.64 | 一等 「乗鞍岳」               | 南南西 14.9                 | 日本百名山                          |
|      | 鉢盛山 | 2,446.63 | 一等 「鉢盛山」               | 南東 18.1                   | 日本三百名山                        |

### 源流の河川
源流となる以下の信濃川水系梓川の支流の河川は、日本海へ流れる。
- 霞沢 - その支流カミウチクボの最上流部の標高点2,261 m付近には小湿地がある[13]。
- 八右衛門沢・上千丈沢・中千丈沢・下千丈沢・産屋沢・ワラビ沢

## 霞沢岳の風景
|                                     |                                 |                             |                               |
| 梓川と霞沢岳・乗鞍岳 蝶ヶ岳から望む | 上高地と霞沢岳 西穂高岳から望む | 霞沢岳山頂部 登山道から望む | 笠ヶ岳と霞沢岳 鉢盛山から望む |